# Global Gaming 555
Global Gaming 555 AB var ett svenskt spelföretag, mest känt för att ha utvecklat det så kallade Pay&Play konceptet och varumärket Ninja Casino.
Global Gaming var ett börsnoterat bolag som hade kontor i Tallinn och Malta. Företages aktie var mellan 2017 och 2020 noterad på Nasdaq First North på Stockholmsbörsen som Global Gaming 555 AB.
Den 17 juni 2019 återkallade den Svenska Spelinspektionen den nationella svenska licensen för Global Gamings dotterbolag.
Sommaren 2020 började spelföretaget Enlabs att förvärva aktier i Global Gaming och i september lade Enlabs ett publikt uppköpsbud, den 3 november 2020 meddelade Enlabs att man ägde 96% och avsåg påkalla tvångsinlösen av minoritetens ägande samt avlistning från börshandeln. På extra stämma i december 2020 ändrade Enlabs bolagets firma, och Global Gaming upphörde i praktiken att existera.

## Historia
Global Gaming grundades 2009 och noterades på Stockholmsbörsen 2017.
Global Gaming ägde och drev ett flertal välkända varumärken som Ninja Casino, Boost Casino, Viking Slots, Kotikasino NettiCasino, NettiArpa, Kultakaivos och Mr Spil. Bolaget var fram till sommaren 2019 en ledande aktör på den svenska marknaden, med hade efter det större delen av sin verksamhet i Estland, Danmark och Finland.